# Anomalia da tolerância à glicose
A anomalia da tolerância à glicose (ATG), tolerância diminuída à glicose (TDG) é um tipo de pré-diabetes no qual há um estado de hiperglicemia associado à resistência insulínica e aumento do risco de desenvolver doenças cardiovasculares e progressão para diabetes, além de ser um fator de risco para mortalidade.

## Diagnóstico
De acordo com os critérios da Organização Mundial da Saúde e da Associação Americana de Diabetes, a tolerância diminuída à glicose é definida como:
- Prova de tolerância à glicose oral com níveis de glicemia às 2 horas entre 140 e 199 mg/dL (7,8 a 11 mmol/L) após carga de 75 gramas de dextrosol (glicose anidra). A glicemia de jejum pode estar normal ou levemente alterada.

## Avaliação
| Condição                               | Glicemia P às 2h | Glicemia P jejum         | HbA1c   |
| -------------------------------------- | ---------------- | ------------------------ | ------- |
|                                        | mmol/l(mg/dl)    | mmol/l(mg/dl)            | %       |
| Normal                                 | <7,8 (<140)      | <6,1 (<110)              | <6,0    |
| Anomalia da glicemia em jejum (AGJ)    | <7,8 (<140)      | ≥ 6,1(≥110) & <7,0(<126) | 6,0–6,4 |
| Anomalia da tolerância à glicose (ATG) | ≥7,8 (≥140)      | <7,0 (<126)              | 6,0–6,4 |
| Diabetes mellitus                      | ≥11,1 (≥200)     | ≥7,0 (≥126)              | ≥6,5    |

## Interpretação
Pelo menos 50% das pessoas classificadas como portadores de tolerância diminuída à glicose vão desenvolver diabetes nos próximos 10 anos. E a diabetes traz como problemas o aumento da chance de surgirem doenças cardiovasculares e complicações como retinopatia, nefropatia e neuropatia diabéticas (alterações na visão, rins e nervos, respectivamente).